# 1703年叛變法令
《1703年叛變法令》（英語：Mutiny Act 1703；2 & 3 Anne c. 20）是英格蘭國會通過的叛變法令之一，旨在就英格蘭陸軍及皇家海軍的叛變訂定刑罰。該法令第34條訂立了一項新的叛逆罪，即私自與敵通訊；其第43條明文規定，被控犯該罪行的被告人受《1695年叛逆法令》訂定的措施保障。